# Phoca vitulina
La foca común, foca de puerto o foca moteada (Phoca vitulina) es una especie de mamífero pinnípedo de la familia de los fócidos que habita a lo largo de las líneas costeras de los mares templados y fríos del hemisferio norte. Se la puede hallar en las aguas costeras del norte del Atlántico y del Pacífico, así como también en el mar Báltico y en el mar del Norte, lo que la convierte en la especie más ampliamente distribuida del orden de los pinnípedos, el cual incluye a la morsa, los otarios y las focas verdaderas.
Las focas moteadas son de color marrón, canela o gris, con orificios nasales distintivamente curvados en forma de V. Un adulto puede obtener una altura de 1.85 metros y un peso de 130 kilos. Las hembras viven más que los machos (30-35 años frente a 20-25 años). Las focas moteadas se apegan a sus familias descansando en zonas que les son familiares, generalmente áreas rocosas donde no pueden ser alcanzadas por depredadores, y en las que tienen un suministro seguro de peces para comer. Los machos luchan bajo el agua para poder aparearse con una hembra. Estas se aparean con los machos más fuertes y luego dan a luz a crías, que sólo son cuidadas por las hembras. Las crías son capaces de nadar y zambullirse a pocas horas de haber nacido, y crecen rápidamente con la leche materna. 
Estos pinnípedos poseen sistemas muy desarrollados de mecanorrecepción, por lo que pueden detectar y discriminar objetos por contacto directo con los mismos, así como analizar movimientos de agua, lo que resulta fundamental para su orientación.
La población mundial es de 400 000 a 500 000, y las subespecies en ciertos hábitats están amenazadas. La caza de focas, una práctica común en el pasado, es ahora generalmente ilegal.

## Descripción

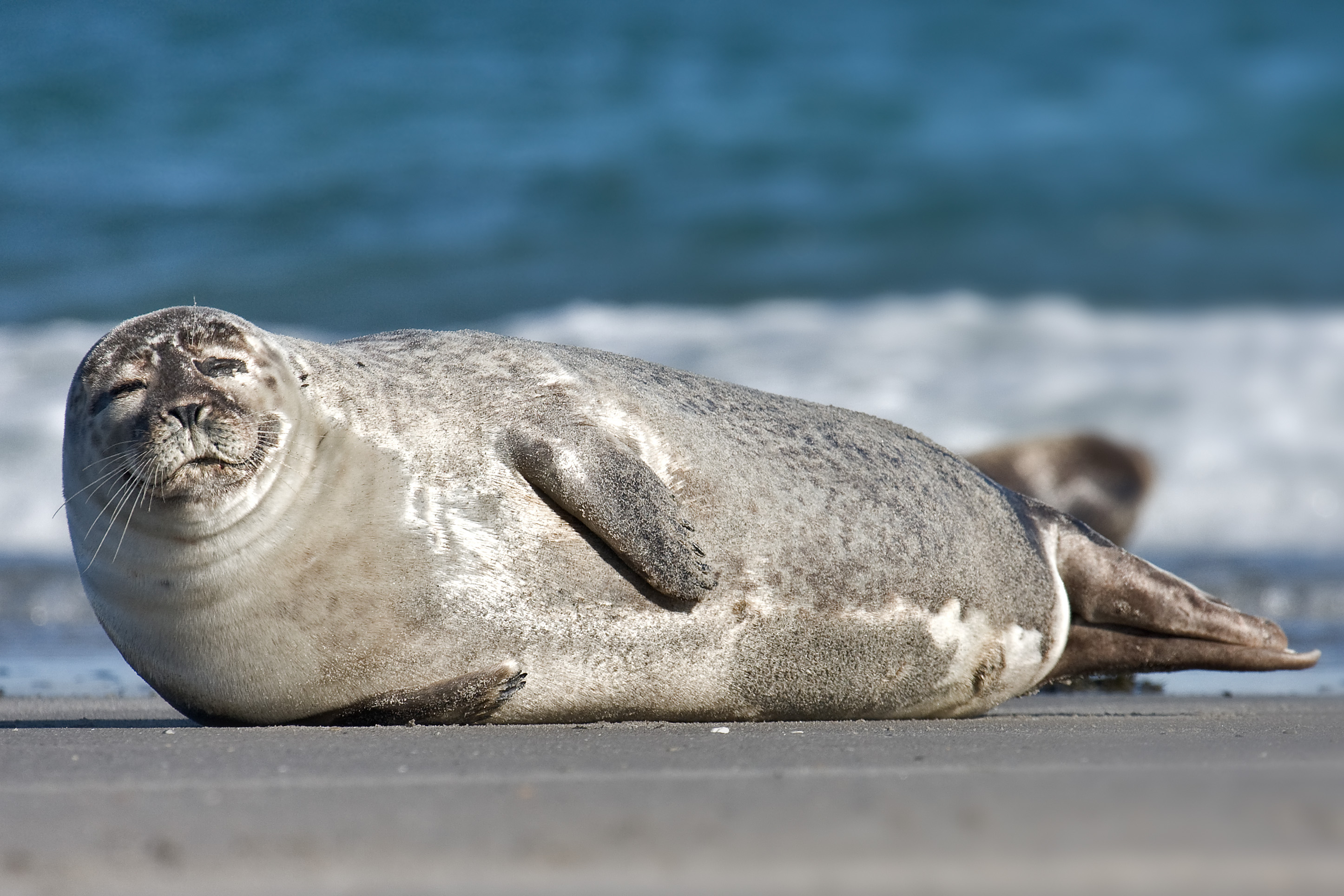
Acercamiento de una foca moteada.

Cada individuo posee un patrón único de manchas oscuras verdes (o manchas claras en un fondo oscuro) que varían en color de negro parduzco a canela o gris; su vientre es generalmente claro. El cuerpo y las aletas son cortas, con una cabeza redondeada y grande en proporción. Los orificios aparecen distintivamente con curvas en forma de V; mientras que otros fócidos, no tienen orejas, o pabellón auricular. Un canal auricular relativamente grande (para una foca) puede ser visible detrás del ojo. Incluyendo la cabeza y las aletas, pueden llegar a alcanzar una longitud adulta de 1.85 metros y un peso de 130 kilogramos. Las hembras son generalmente más pequeñas que los machos.

## Población
Con una estimación de 400 000 a 500 000 individuos, la población no peligra en su totalidad; la mayor parte de las subespecies no se encuentran amenazadas, exceptuando las poblaciones de Groenlandia, Hokkaidō y el mar Báltico. Las poblaciones locales fueron reducidas o eliminadas a través de brotes de enfermedades y conflictos con humanos, con y sin intención. Mientras que es legal matar focas como parte de la explotación pesquera en el Reino Unido, Noruega y Canadá, la caza comercial es ilegal; las focas también son capturadas en caza de subsistencia y accidentalmente como en redes de pesca. En los Estados Unidos se aplica una estricta protección, y es ilegal matar focas o cualquier animal marino según la Ley de Protección de Mamíferos Marinos. En la Costa Este de los Estados Unidos la cantidad de focas moteadas parece incrementar continuamente, y hasta se han visto algunas en el sur, como en Carolina del Sur.
Las focas moteadas hembras tienen una esperanza de vida de entre 30-35 años mientras que la esperanza de vida de los machos suele ser de 20-25. Científicos han sugerido que esto se debe al estrés al que las focas macho están expuestas durante el período de reproducción.

## Subespecies
Existen cuatro o cinco subespecies:
- Phoca vitulina concolor (Foca moteada del Atlántico Occidental): Norteamérica Oriental.[6]
- Phoca vitulina mellonae: Canadá Oriental, agua dulce (incluido en P. v concolor por muchos autores).[6]
- Phoca vitulina richardsi (Foca moteada del Pacífico): Norte América Occidental.[6]
- Phoca vitulina stejnegeri (Foca Insular): Asia Oriental. Esta subespecie es considerada a veces como una especie separada, Phoca kurilensis o Phoca insularis.[6]
- Phoca vitulina vitulina (Foca moteada del Atlántico Oriental): Europa, Asia Occidental. Son una de las focas más comunes del mundo.[6]

## Hábitat y dieta

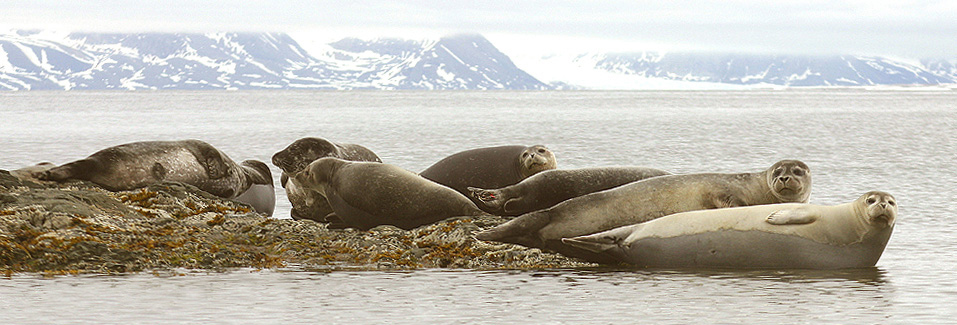
Focas moteadas en Karls Forland, Svalbard, Noruega.

Caracterizadas por mostrar un fuerte grado de fidelidad a un sitio en su elección de lugares para descansar, pueden pasar varios días en el mar y viajar hasta 50 kilómetros en busca de lugares donde alimentarse, y también nadarán alguna distancia río arriba dentro de un río dulce de larga distancia. Los sitios de descanso pueden ser costas ásperas y rocosas como las Hébridas, las costas de Nueva Inglaterra o las playas arenosas. También habitan zonas intermareales arenosas; algunas focas pueden también entrar en estuarios persiguiendo presas. 
Los hábitos alimenticios han sido estudiados de cerca; son conocidas por pescar presas, tales como anchoas, lubinas, arenques, bacalaos y pleuronectiformes, y ocasionalmente camarón y calamar. Son capaces de sumergirse por diez minutos, alcanzando profundidades de 457 metros o más, pero las zambullidas promedio pueden durar tres minutos más a profundidades de alrededor de 20 metros (Carl, 1964).

## Comportamiento y reproducción

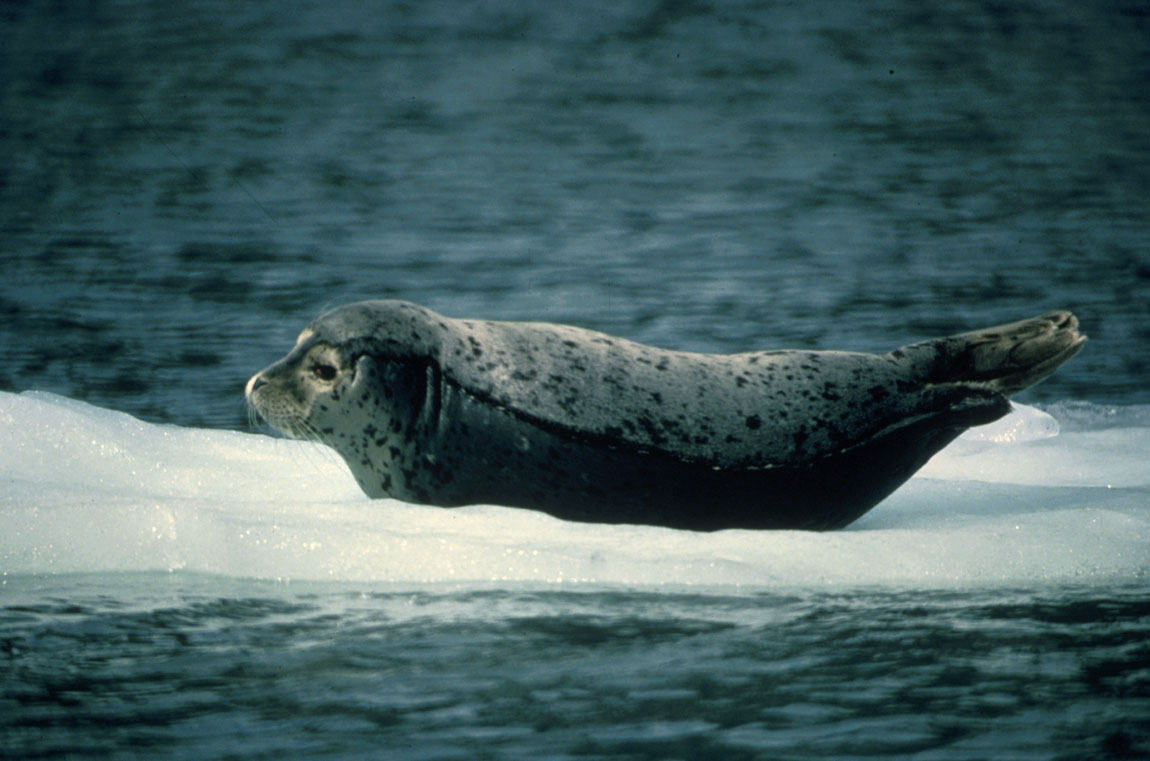
Foca moteada descansando en el hielo.

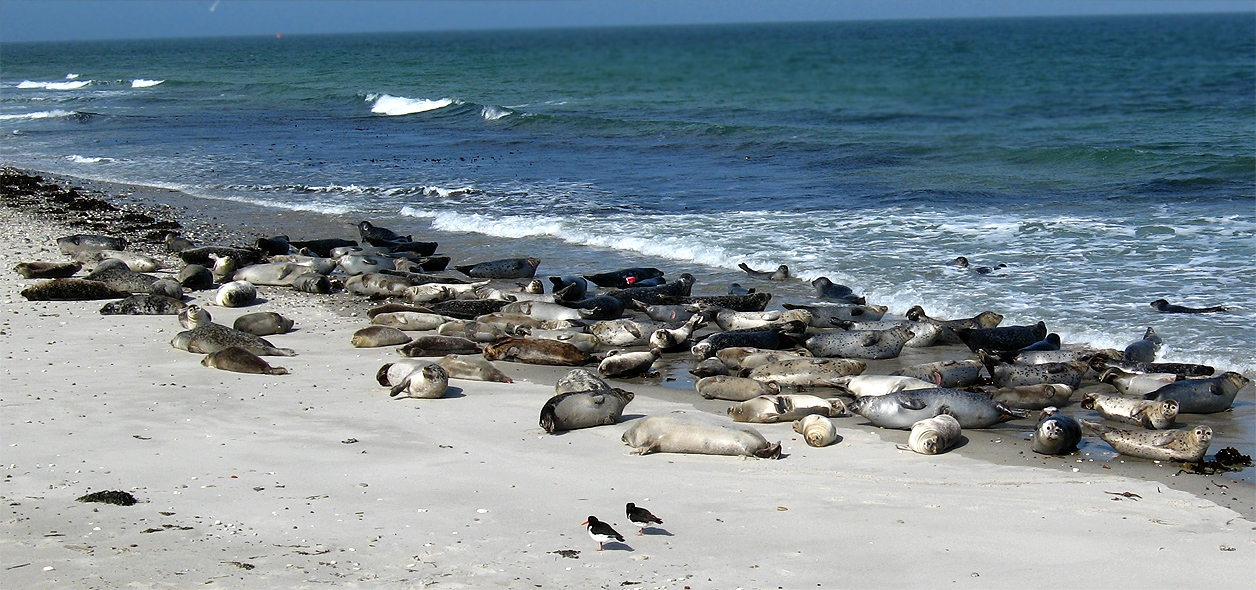
Colonia de Focas moteadas en Helgoland, Alemania.

Aunque no forman grupos tan grandes como otras focas, son animales gregarios. Cuando no están activamente alimentándose, las focas se arrastrarán fuera del agua y dentro de un sitio de descanso preferido. Las focas tienden a mantenerse cerca de la costa, sin aventurarse a más de 20 km de esta. El cortejo y el apareamiento se dan bajo el agua. El sistema de apareamiento no es conocido, pero se piensa que son polígamos. Se piensa que las hembras dan a luz una vez por año, con un período de gestación de once meses.
El nacimiento de las crías ocurre anualmente en la costa, comenzando en febrero para las poblaciones de bajas latitudes, y a finales de julio en la zona subártica. Las madres son las únicas que los cuidan con una lactancia de cuatro a seis semanas; los machos pasan su tiempo peleando entre sí. Investigadores han hallado que los machos se reúnen bajo el agua, dan vueltas alrededor de las hembras, juntan sus cabezas y vocalizan para atraer a las que están listas para reproducir. Las crías nacen por separado y bien desarrolladas, capaces de nadar y bucear en unas horas. Amamantadas de tres a cuatro semanas, las crías se alimentan de la leche materna rica en grasa y crecen rápidamente; nacen pesando 16 kilogramos, las crías pueden doblar su peso en el momento del destete.
Las focas moteadas pasan bastante tiempo en la costa cuando mudan (proceso por el cual las focas mudan su piel poco después de la reproducción). Este momento en tierra firme es importante para el ciclo de vida y puede ser interrumpido cuando hay una presencia humana sustancial (Sullivan, 1989). Este pinnípedo es a veces reacio a arrastrarse a la costa en presencia de humanos, así que ese desarrollo y acceso a la costa debe ser cuidadosamente estudiado en conocidas ubicaciones de focas.

### Aspectos particulares en California

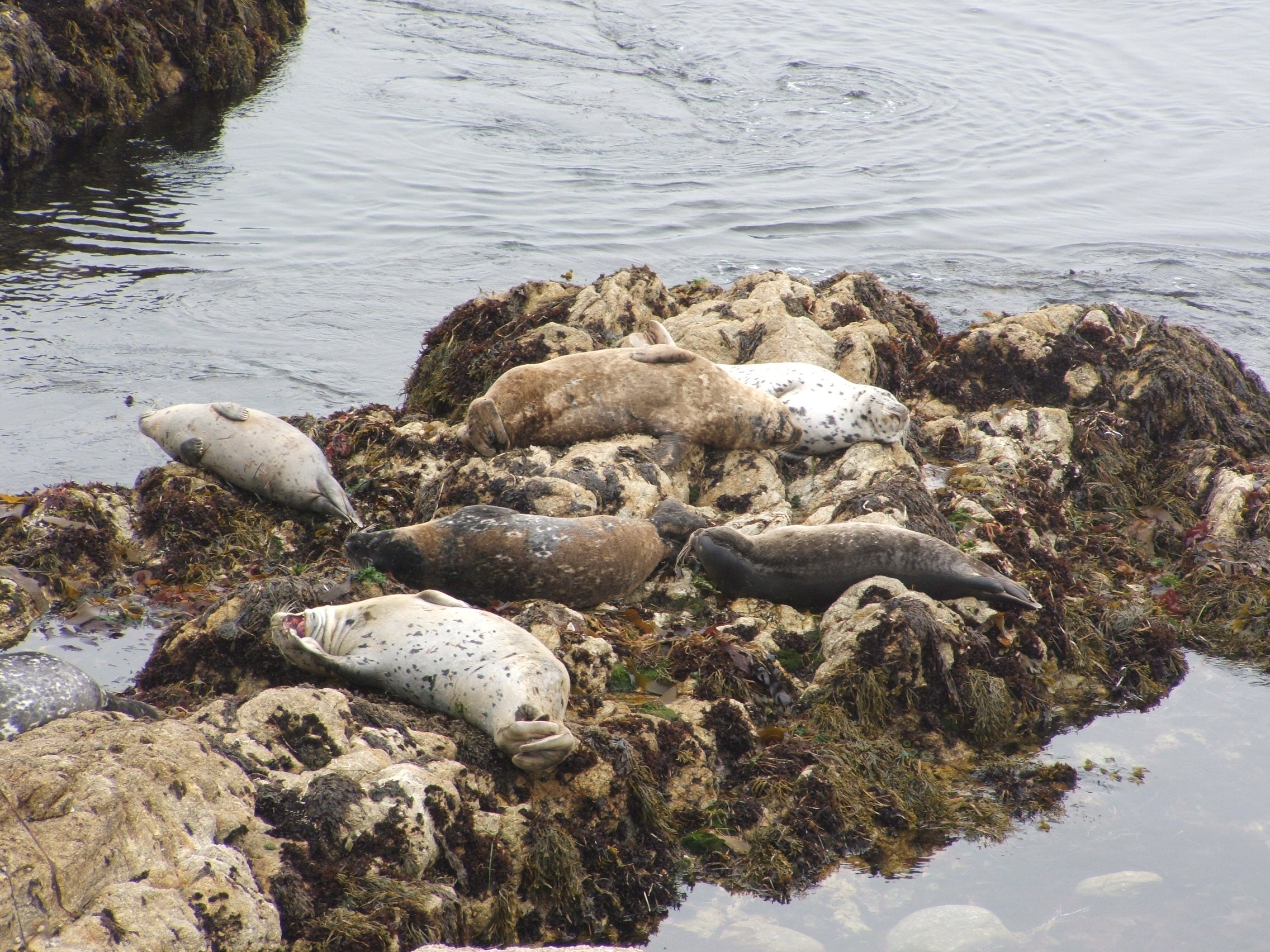
Focas moteadas en el Paseo de la Milla 17.

La población de subespecies richardsi en California era aproximadamente de 25 000 individuos en el año 1984. Las focas moteadas del Pacífico se encuentran a lo largo de toda la costa californiana del Pacífico. Prefieren permanecer relativamente cerca de la costa en zonas submareales e intermareales, y no han sido observadas en zonas pelágicas más allá de las Islas del Canal; además, a menudo se aventuran en bahías y estuarios e incluso nadan en ríos costeros.
Frecuentemente se arrastran en grupos pequeños o medianos hasta los afloramientos rocosos, marismas, playas arenosas e incluso muelles pesqueros. Algunas de las mejores ubicaciones para observar focas moteadas de cerca son Children's Pool Beach en La Jolla, Cannery Row en Monterey, Moss Landing en la Bahía de Monterey o la Laguna Bolinas en el Condado de Marin. Se alimentan en aguas litorales poco profundas de arenques, platijas, merluzas, anchoas, bacalaos comunes y sculpins (Newby, 1978).
En California la reproducción ocurre de marzo a mayo, y con certeza entre abril y mayo dependiendo de las poblaciones locales. No hay indicación de que estas especies tengan características territoriales en el agua, y definitivamente tampoco manifiestan ninguna en tierra. Al alimentarse en bosques de algas, las focas moteadas aumentan su diversidad y productividad de especies. Son cazadas por el superpredador, el gran tiburón blanco.

## Patologías
Una importante investigación científica sobre la incidencia y transmisión de enfermedades en focas moteadas en su hábitat natural, incluyendo un análisis de herpesvirus «focina», fue realizada a comienzos de los años 1980 por el Centro Mamífero Marino y otras organizaciones de investigación (Goldstein, 2004). En el año 2002, apareció una epidemia de focina que causó moquillo viral en focas de la Europa septentrional causando una importante mortalidad en esa región (CMS, 2003).
Un nuevo agente etiológico de enfermedades infecciosas emergió en el año 2000 —poco después de la aparición del virus del Nilo Occidental— llamado el virus del Mal Canino, causando neumonía, encefalitis y pancreatitis en focas, y más de 10 000 muertes entre las focas (Rieveron, 2002).
En la Bahía de San Francisco, algunas focas moteadas son de un color parcial o completamente rojizo. Esto puede ser causado por una acumulación de oligoelementos tales como hierro o selenio en el océano o por un cambio en el folículo capilar.